# Гарднер, Гари
Га́ри Га́рднер (англ. Gary Gardner; 29 июня 1992, Солихалл) — английский футболист, центральный полузащитник клуба «Кембридж Юнайтед». Воспитанник молодёжной академии «Астон Виллы». Выступал за юношеские и молодёжные сборные Англии.

## Клубная карьера
Гари начал карьеру в «Астон Вилле» вместе со своим старшим братом Крейгом. В декабре 2009 года он получил травму крестообразных связок колена, но сумел восстановиться, после чего выступал за молодёжный и резервный составы «Астон Виллы».
Летом 2011 года Крейг отправился с основным составом в предсезонное турне «Астон Виллы» на турнир Barclays Asia Trophy. Он вышел на замену в финальном матче против «Челси».
24 ноября 2011 года Гарднер перешёл в «Ковентри Сити» на правах аренды. Два дня спустя сыграл за клуб свой первый матч против «Брайтон энд Хоув Альбион», в котором забил гол на 9-й минуте, однако его команда потерпела поражение со счётом 2:1. Сыграв всего четыре матча за «Ковентри», Гари вернулся в «Астон Виллу» 21 декабря.
31 декабря 2011 года Гари дебютировал в Премьер-лиге, заменив Марка Олбрайтона в матче против «Челси», в котором «Вилла» одержала победу со счётом 3:1.

## Карьера в сборной
Гари выступал за национальную сборную Англии до 17, до 18, до 20 и до 21 года. 10 ноября 2011 года, выйдя на замену Джейсону Лоу на 62-й минуте матча против молодёжной сборной Исландии, забил свои первые мячи за молодёжную сборную Англии.

## Личная жизнь
У Гари есть брат, Крейг Гарднер, который также является профессиональным футболистом. Братья перечисляют средства на содержание боксёрского зала в Бирмингеме.